# Bürgerspitalkirche (Graz)

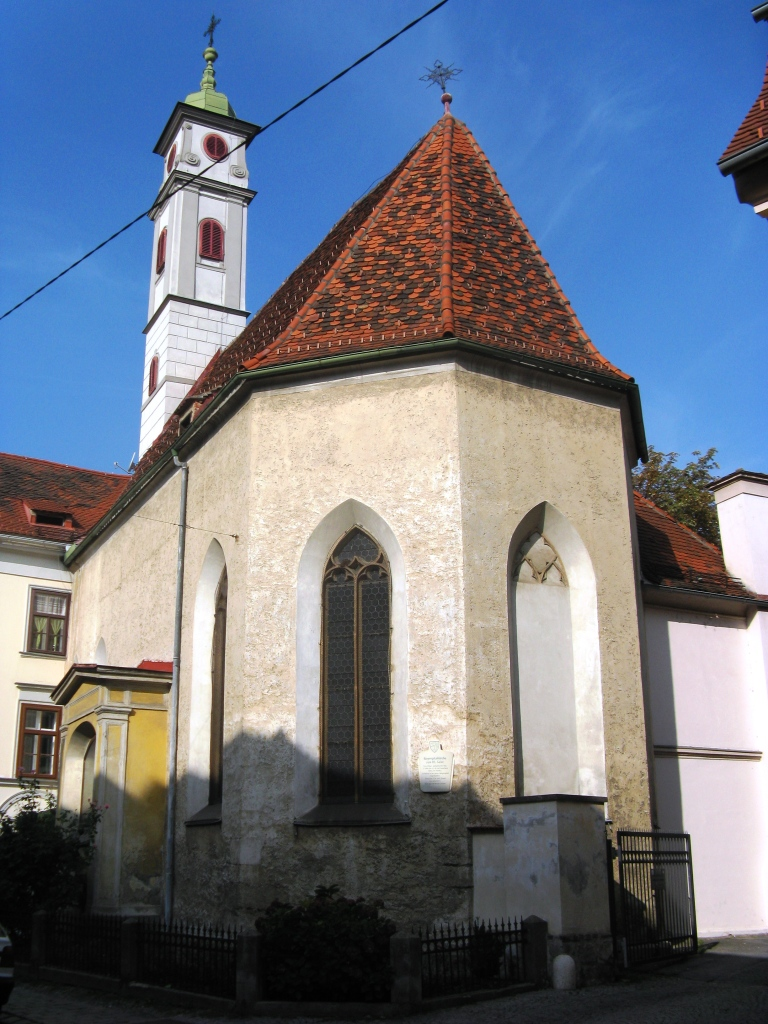
Bürgerspitalkirche

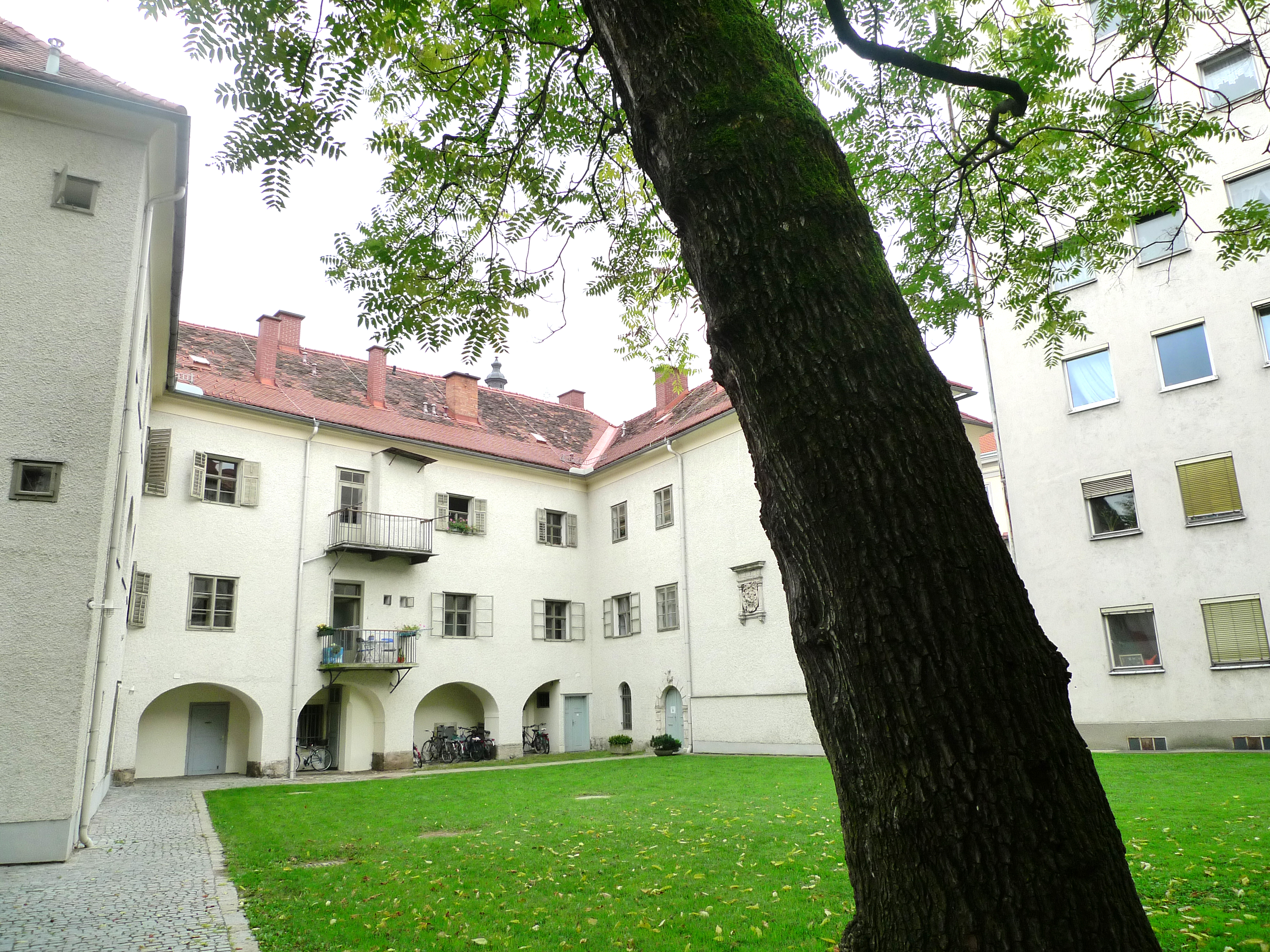
Innenhof des Ehemaligen Bürgerspitals

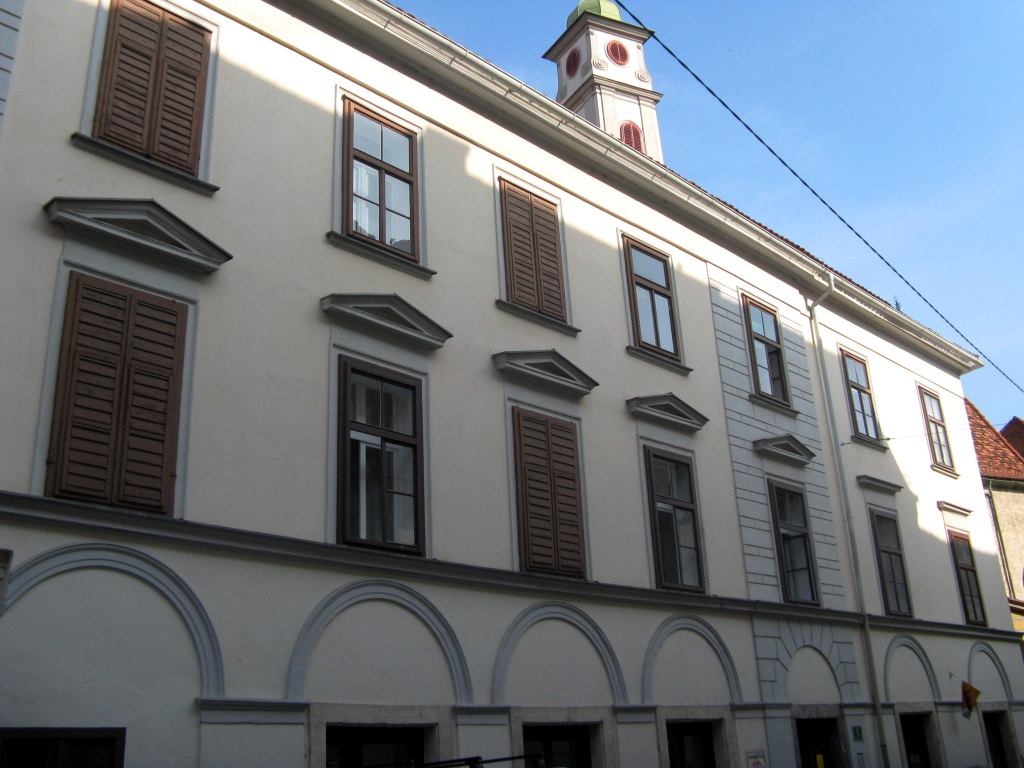
Ehemaliges Bürgerspital

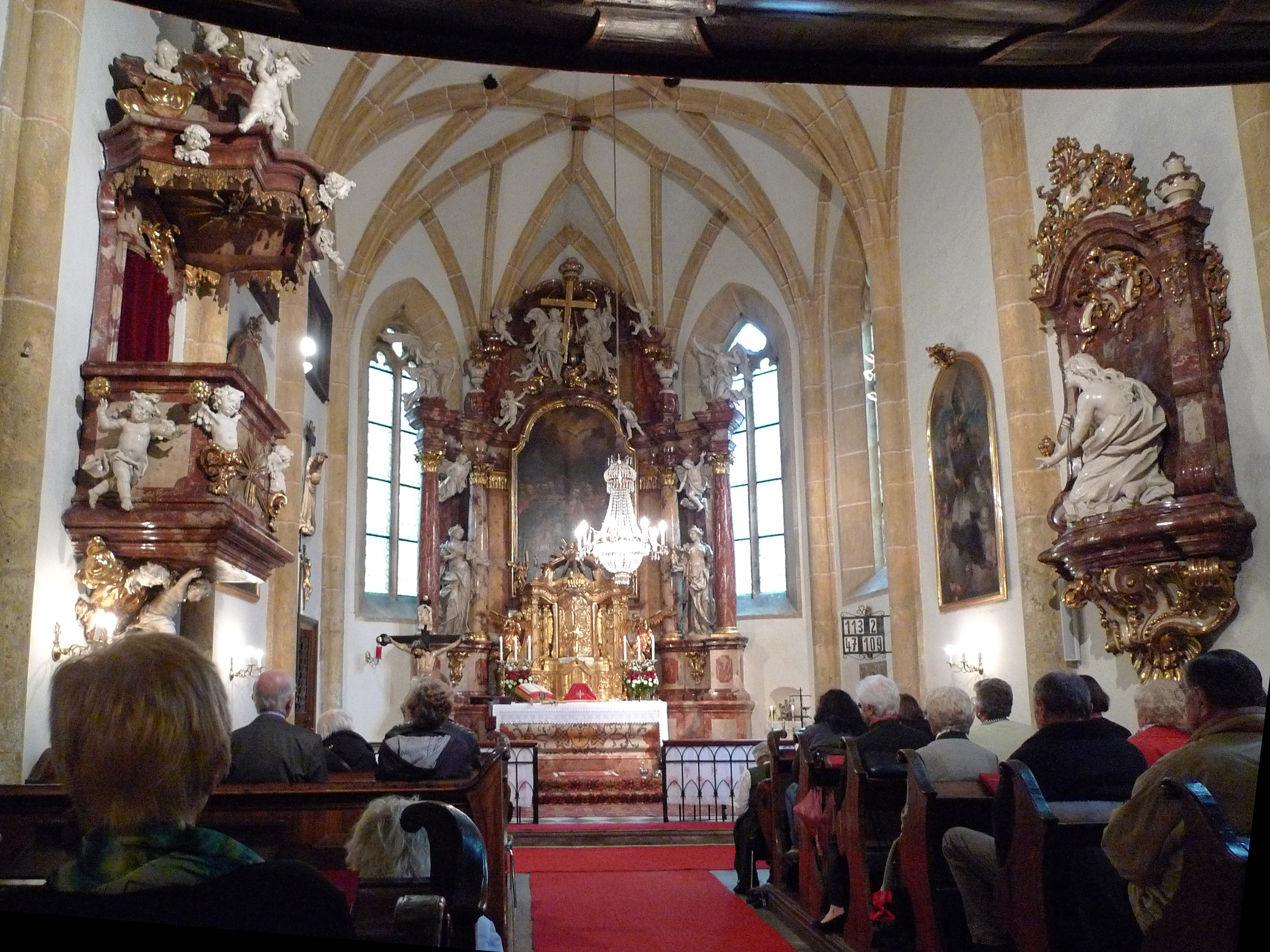
Bürgerspitalskirche zum hl. Geist (samt Einrichtung)

Die Bürgerspitalkirche zum Heiligen Geist in Graz ist eine römisch-katholische Kirche im 5. Grazer Stadtbezirk Gries. Sie ist heute das Benefizium an der Kirche zum Hl. Geist im Bürgerspital, das der Pfarre Graz-St. Andrä unterstellt ist, und zum Dekanat Graz-Mitte der Stadtkirche Graz gehört.

## Das ehemalige Bürgerspital
Durch die Überbevölkerung von Graz innerhalb der Stadtmauern wurde die Murvorstadt am rechten Murufer gegründet. Wo heute die Bezirke Gries und Lend sind, lebten früher Arbeiter und Arme, die einer medizinischen Versorgung bedurften. Da die Pflege von Kranken seit dem Mittelalter in den Händen von Ordensgemeinschaften lag, ist die Führung des Hospitalum ad sanctum spiritum durch einen Spitalsmeister, einer Meiersfrau und etlichen Gehilfen als weltliche Institution erstaunlich. Die Einrichtung wurde Spittel in der Au genannt und es fanden vor allem Kranke, Waisen, Witwen, Wallfahrer und verwahrloste Kinder Aufnahme. Das Krankenhaus war eines der ältesten von Graz – es existierte bereits seit dem 14. Jahrhundert – und wurde von Kaiser Joseph II. aufgelöst.
Die Kirche gehört heute der Stadt Graz (als Rechtsnachfolgerin der Bürgerspitalsstiftung) und ist kirchenrechtlich ein Kuratbenefizium. Die Seelsorge wurde dem Militärordinariat Österreich übergeben. Kirchenrektor ist derzeit Militärdekan und Benefiziazkurat Christian Rachlé.
Das Bürgerspitalstiftungshaus (Annenstraße 19, 21, 21a, 21b), wie auch die Kirche samt Einrichtung (Dominikanergasse 8) stehen unter Denkmalschutz.

## Architektur und Gestaltung der Kirche
Bereits 1461 überließ Kaiser Friedrich III. dem Spital den Baugrund für die Kirche, die 1498 geweiht wurde. Nach der Zerstörung des ursprünglich hölzernen Dachreiters erhielt die Kirche ihren heutigen Turm aus Stein. Er wurde nach den Plänen von Josef Carlone errichtet. Die Ausstattung ist überwiegend barock mit einigen Überresten aus der Erbauungszeit. Die Bürgerspitalskirche wurde im Stil der Spätgotik erbaut und erhielt nachträglich einen spätbarocken Hochaltar und einen Tabernakel aus der Zeit des Rokoko. Wegen der Ähnlichkeit mit dem Hochaltar im Grazer Dom, wird die Bürgerspitalkirche auch als kleiner Dom bezeichnet. Der Tabernakel ist mit einer Leuchterkrönung verziert; des Weiteren befinden sich auf ihm Darstellungen der heiligen Dreifaltigkeit, der beiden Heiligen Elisabeth und Barbara und ein Bild des Malers Franz Ignaz Flurer, das die Ankunft des Heiligen Geistes zu Pfingsten zeigt.
Erwähnenswerte Kunstwerke sind eine gotische Madonna aus Naturstein und ein spätgotisches Schnitzbild, auf dem eine Vision des heiligen Bernhard von Clairvaux abgebildet ist. 
Die Kanzel der Bürgerspitalkirche ist kastenförmig mit je zwei Goldkugeln beidseits ausgeführt und stellt eine Bundeslade dar. An der Stirnseite findet sich das Piktogramm Gott Vaters, das Dreieck mit dem sehenden Auge. Der Schallhimmel ist außen mit Darstellungen der Arche Noah, des Buches mit den sieben Siegeln und eines Kelches geschmückt. Innen himmelwärts findet sich die Taube als Sinnbild des Heiligen Geistes.